# Heraldischer Verein „Zum Kleeblatt“
Der Heraldische Verein „Zum Kleeblatt“ von 1888 zu Hannover e. V. ist ein Verein zur Pflege der Heraldik, d. h. der Wappenkunde, Wappenkunst und des Wappenrechts.

## Vereinsgeschichte

### Gründung
Als im 19. Jahrhundert im Deutschen Reich das Interesse an der Wappenkunde neu auflebte, bemühte sich der aus dem Raum um Hannover/Hameln stammende Geheimrat Friedrich Warnecke um die Schaffung einer Institution in Hannover, die sich mit der in Vergessenheit geratenen Wappenkunst, der Wappenkunde und dem Wappenrecht wissenschaftlich beschäftigen sollte. Warnecke ging jedoch zunächst nach Berlin und gründete dort im Jahr 1869 den heraldischen Verein Herold. In Hannover verblieb ein Kreis von Heraldikern, der die Verbindung mit Warnecke aufrechterhielt und mit diesem den Plan erarbeitete, auch in Hannover eine heraldische Vereinigung zu gründen.
1888 schließlich wurde der Plan umgesetzt. Unterstützt von Warnecke bereitete der Bildhauer und Heraldiker Heinrich Ahrens zusammen mit Hermann Grote, Konservator des Königlich Hannoverschen Münzkabinetts, die Gründung einer heraldischen Arbeitsgemeinschaft vor. Die offizielle Gründung erfolgte am 4. Dezember 1888 durch Ahrens und sieben weitere Heraldiker bzw. geschichts- und kunstbegeisterte Handwerker und Künstler. Der Verein „Zum Kleeblatt“ gehört damit zu den „Pionieren der organisierten Wappenfreunde“ (Hannoversche Allgemeine Zeitung). Ein jährliches Stiftungsfest mit zahlreichen Fachvorträgen erinnert noch heute an den Gründungstag. Nach Gründung stieg die Mitgliederzahl rasch an und neben Warnecke und Grote traten auch Maximilian Gritzner, Adolf Matthias Hildebrandt und Hugo Gerard Ströhl dem Verein bei.

### Entwicklung bis zum Zweiten Weltkrieg
Die Resonanz auf den Verein war groß. Im ersten Jahr nach Gründung hatten bereits 79 Städte Auskunft über ihre Wappen erbeten. Die Bearbeitung der Anfragen ergab soviel Material, dass der damalige Vorsitzende 1891 die Herausgabe eines Wappenbuches der Städte in der Provinz Hannover vorbereitete. Seit 1890 wurden die „Heraldischen Mitteilungen“ durch den Verein herausgegeben. Vier Jahre nach der Gründung zählte der Verein 160 Mitglieder. Fachvorträge wurden über die Landesgrenzen hinaus beachtet. Für eine Ausstellung im Provinzialmuseum 1898 liehen Kronprinz Ernst August, der damalige Herzog von Cumberland, und Prinz Albrecht von Preußen, Regent von Braunschweig, heraldisches Material.
Das 25-jährige Bestehen wurde von Februar bis März 1914 mit einer landesweit beachteten heraldischen Ausstellung in der Halle des Gewerbevereins von Hannover begangen.
Der Erste Weltkrieg, die Inflation und die Weltwirtschaftskrise gefährdeten den Verein, doch zählte er 1928 wieder viele Mitglieder. Seit 1929 erfolgten die Veröffentlichungen in den Hannoverschen Geschichtsblättern. Die fortführende Arbeit der Wappenrolle brachte verstärkte Aktivitäten und Veröffentlichungen. Bereits im Jahr 1906 war für den Verein ein prachtvolles Stammbuch angelegt worden, in das alle Familienwappen der Mitglieder aufgenommen werden sollten. Mitglieder konnten ihr Wappen selbst zeichnen oder einzeichnen lassen. Hatte der Heraldische Verein damit zunächst nur für seine Mitglieder eine Wappensammlung bzw. eine Wappenrolle angelegt, so war nun für die Eintragung eines Wappens in die Niedersächsische Wappenrolle die Mitgliedschaft nicht mehr erforderlich.
Mit der Abschaffung der Heroldsämter als Adelsbehörden in den deutschen Bundesstaaten verschwand in den Jahren 1918 bis 1920 der letzte staatliche Einfluss auf die Wappenführung und Registrierung. In Deutschland wurde die Pflege der Familienheraldik nunmehr vorrangig durch die heraldischen Vereine wahrgenommen. In die von ihnen unabhängig von privatem Gewinnstreben geführten Wappenrollen konnte jeder Bürger sein althergebrachtes oder neu angenommenes Familienwappen eintragen lassen. In den von der deutschen Heraldik beeinflussten Ländern gab es jedoch nie ein zentrales Hauptwappenregister, zumindest soweit es bürgerliche Wappen betrifft. Der von einigen Heraldikern erfolgte Versuch, in mutmaßlicher „Erkenntnis der wahren Interessen der deutschen Heraldik“ und in Anerkennung der Vorrangstellung eines bestimmten Vereins und seiner Wappenrolle den Verzicht fast aller anerkannten heraldischen Vereine und Einrichtungen auf die Fortführung ihrer eigenen Wappenrollen zu erzwingen, war nicht durchsetzbar. So gibt es in Deutschland etliche Wappenrollen von mehr oder minderer Bedeutung sowie ungezählte kommerzielle Wappeninstitutionen. In den letzten Jahrzehnten ist wieder ein gewisser fachlicher Austausch zwischen den Fachvereinen (so „Herold“ und „Zum Kleeblatt“) und einzelnen anerkannten gewerblich tätigen Heraldikunternehmen zu beobachten. Hierbei scheint das gegenseitige Bemühen um eine gute Heraldik im Vordergrund zu stehen.

### Vernichtung der Bibliothek im Zweiten Weltkrieg und Wiederaufbau
Während des Zweiten Weltkrieges wurde zusammen mit dem Stadtarchiv Hannover auch die umfangreiche Bibliothek des Heraldischen Vereins „Zum Kleeblatt“ vernichtet. In der Nachkriegszeit konnte aber wieder ein umfangreiches Archiv aufgebaut werden. Die seit der Amtszeit von Karl Friedrich Leonhardt als 1. Vorsitzender des Vereins und zugleich Direktor des Stadtarchivs in Hannover bestehende Verbindung von Stadtarchiv und Heraldischem Verein besteht auch weiterhin fort, so dass der gemeinnützige Verein bis heute das in seinem Eigentum befindliche Heraldikarchiv im Stadtarchiv Hannover einstellen kann.
Als mit der Bildung des Landes Niedersachsen Flagge und Wappen für das neue Land geschaffen werden sollten, wurde die heraldische Gestaltung des Landeswappens dem Heraldiker und Vereinsmitglied Gustav Völker übertragen, dessen Entwurf durch das Land angenommen wurde. Viele Gemeinden im norddeutschen Raum wurden mit Ortswappen versorgt, Entwürfe zur Niedersachsenflagge und zu den Landesflaggen der anderen Bundesländer gefertigt. Der Verein beschäftigt sich seitdem besonders mit der Familien- und der Kommunalheraldik im gesamten Bundesgebiet. Tagungsort wurde das Künstlerhaus in Hannover. Es wurden die Neuen Heraldischen Mitteilungen (= Jahrbücher) herausgeben. 1984 folgte zusätzlich das Kleeblatt, eine zu Beginn vierteljährlich, seit 2006 halbjährlich erscheinende Vereinszeitschrift für Heraldik und verwandte Wissenschaften.
Sein hundertjähriges Jubiläum 1988 feierte der Verein unter seinem damaligen 1. Vorsitzenden und späteren Ehrenvorsitzenden Erhardt Haacke (1921–2011) mit einer großen Festveranstaltung im Rathaus von Hannover mit Grußworten der Landesregierung, der Landeshauptstadt sowie vieler befreundeter heraldischer und genealogischer Vereine. Es folgten heraldische Ausstellungen und Vorträge in Hannover und Braunschweig.

### Heute

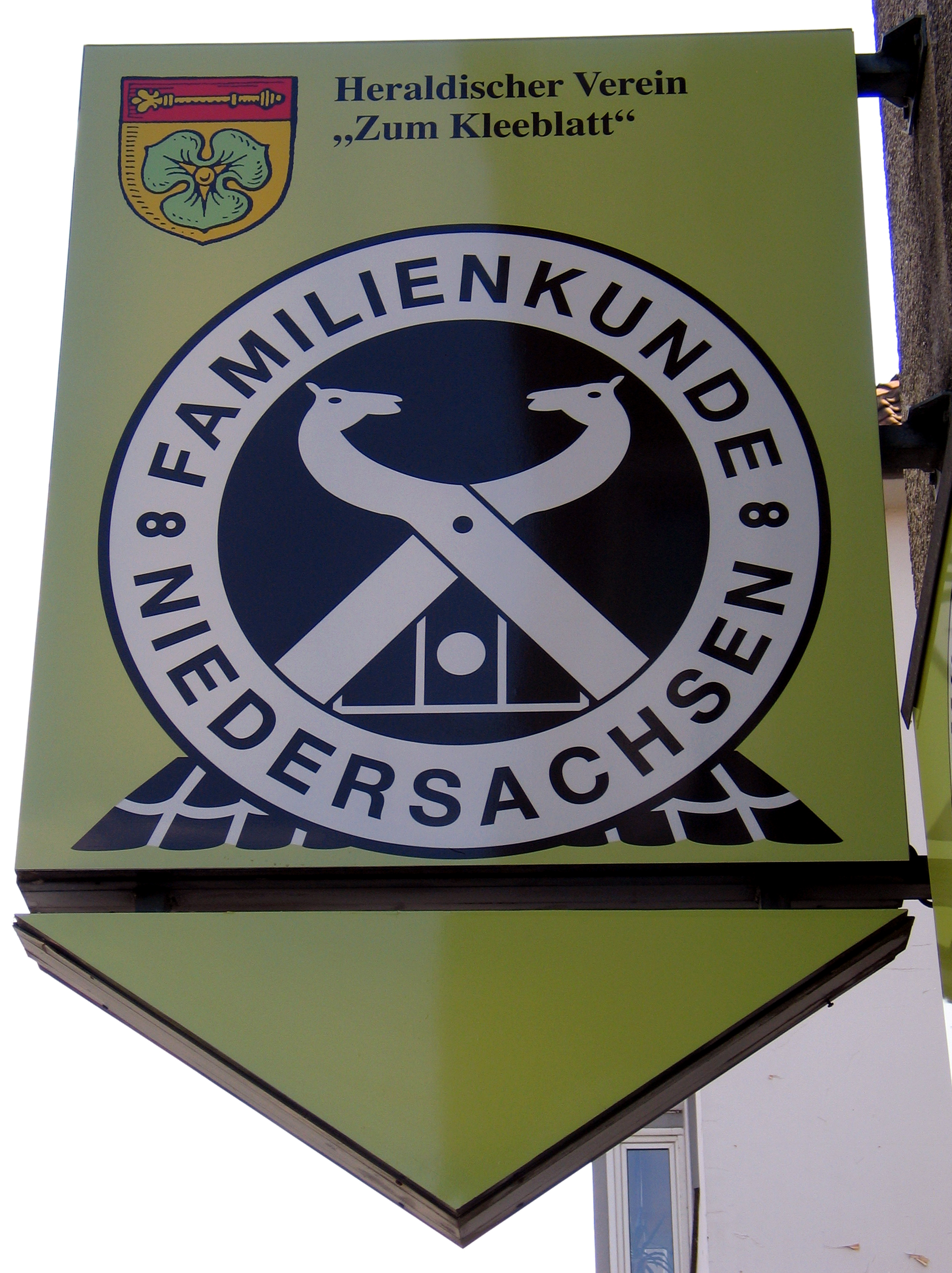
Hinweis auf die Räume des Vereins in Hannover

Heute ist der Verein „Zum Kleeblatt“ überregional tätig und hat Mitglieder im In- und Ausland. Die regelmäßig erscheinenden Veröffentlichungen, wie die Zeitschrift „Kleeblatt – Zeitschrift für Heraldik und verwandte Wissenschaften“ und Homepage im Internet, haben einen großen Leserkreis. Der Verein veranstaltet regelmäßig in Hannover die Vortrags- und Fortbildungsveranstaltung HERALDIK PUR sowie heraldisch-historische Exkursionen.
Der Verein verfügt über eine Präsenzbibliothek in einer Bibliotheksgemeinschaft in Hannover (Calenberger Neustadt), die i. d. R. jeden ersten Samstag im Monat für Interessierte geöffnet ist. Hier finden nach Voranmeldung auch ehrenamtliche Wappenstifterberatungen statt. Der Verein forscht dabei jedoch nicht auftragsmäßig für Privatpersonen nach alten Familienwappen und genealogischen Quellen. Hierfür wird auf freie Heraldiker verwiesen. Diese arbeiten in der Regel auf privatrechtlicher Honorarbasis und sind auf unterschiedliche Wappenrollen konzentriert.

## Namensgebung
Der Name „Zum Kleeblatt“ geht auf den Heraldiker Warnecke zurück, der bald nach der Gründung und in Anspielung auf das als Kleeblatt gedeutete hannoversche Stadtwappen den Namen vorschlug. Aus Traditionsgründen wurde dieser Name bis heute beibehalten.

## Wappen
Zum 25-jährigen Bestehen 1913 erfuhr das bisherige Vereinswappen, das bis dahin ein grünes Kleeblatt auf goldenem Grund zeigte, eine Vermehrung durch einen goldenen Heroldstab in rotem Schildhaupt, Helm mit grün-gold-rotem Helmwulst, grün-goldene und rot-goldene Helmdecken sowie als Helmzier einen wachsenden roten Löwen mit goldenem Heroldstab zwischen den Pranken. Die Farben des Heraldischen Vereins sind seitdem Grün-Gold-Rot.

## Zusammenarbeit mit dem Herold und anderen Institutionen
Die Beschäftigung mit den sogenannten historischen Hilfswissenschaften, Genealogie, Heraldik und Sphragistik, erfordert länderübergreifende Forschungen und das Studium der einschlägigen Literatur auch im Ausland.
Im deutschsprachigen Raum pflegt der Verein traditionelle Kontakte zur Heraldisch-Genealogischen Gesellschaft Adler in Wien und zur Schweizerischen Heraldischen Gesellschaft.
Darüber hinaus arbeiten auch die beiden alten heraldischen Schwestervereine „Zum Kleeblatt“ und „Herold“ in den letzten Jahren wieder enger zusammen. Nach einer Aussprache und der Präsentation ihrer Vereine beim Deutschen Genealogentag 2005 in Hannover vereinbarten der Vorsitzende des Herold, Heinrich von Lersner, und der Jurist und Heraldiker Dieter Müller-Bruns für den Verein „Zum Kleeblatt“ eine weitere gute Zusammenarbeit. Auf Initiative von Mitgliedern kam es wiederholt zu einem in der Fachwelt allgemein beachteten offenen Austausch. Die Förderung der guten Kontakte zwischen Berlin und Hannover wurde u. a. auch durch den Publizisten und Heraldiker Arnold Rabbow, Vorstands- und Ehrenmitglied des Vereins „Zum Kleeblatt“, Mitglied der Académie internationale d’héraldique sowie Ehrenmitglied des Herold, fortgesetzt.